# Eutingen im Gäu
Eutingen im Gäu est une commune d'Allemagne, située dans l'arrondissement de Freudenstadt et le Land de Bade-Wurtemberg. Elle est située à 30 km à l'est de Freudenstadt et 50 km au sud-ouest de Stuttgart. Elle est la seule commune de l'arrondissement à faire partie de la région métropolitaine de Stuttgart.

## Histoire
Depuis 1938, Eutingen im Gäu était intégrée à l'arrondissement de Horb, lequel a été dissous le 1er janvier 1973 et, à cette date, elle a rejoint celui de Freudenstadt.
Im Gäu a été ajouté au nom d'Eutingen le 19 novembre 1971.

## Administration

### Intégrations et fusion
- Le 1er janvier 1975, fusion des communes d'Eutingen im Gäu et de Weitingen.
- Le 1er juillet 1971, les villages de Göttelfingen et Rohrdorf ont été intégrés à la commune.

### Communauté d'administration
La communauté d'administration Horb am Neckar est composée des communes de Eutingen im Gäu, Empfingen et de la ville de Horb am Neckar.

## Démographie
| 1961  | 1975  | 2000  | 2005  |
| ----- | ----- | ----- | ----- |
| 1 177 | 3 413 | 5 288 | 5 494 |

## Transports
- La commune est desservie par l'autoroute fédérale  Stuttgart–Singen

- Les 2 lignes de chemin de fer (Ligne de Stuttgart à Singen - Ligne d'Eutingen à Freudenstadt) la desservent, ainsi que la ligne S41 du métro léger de Karlsruhe.

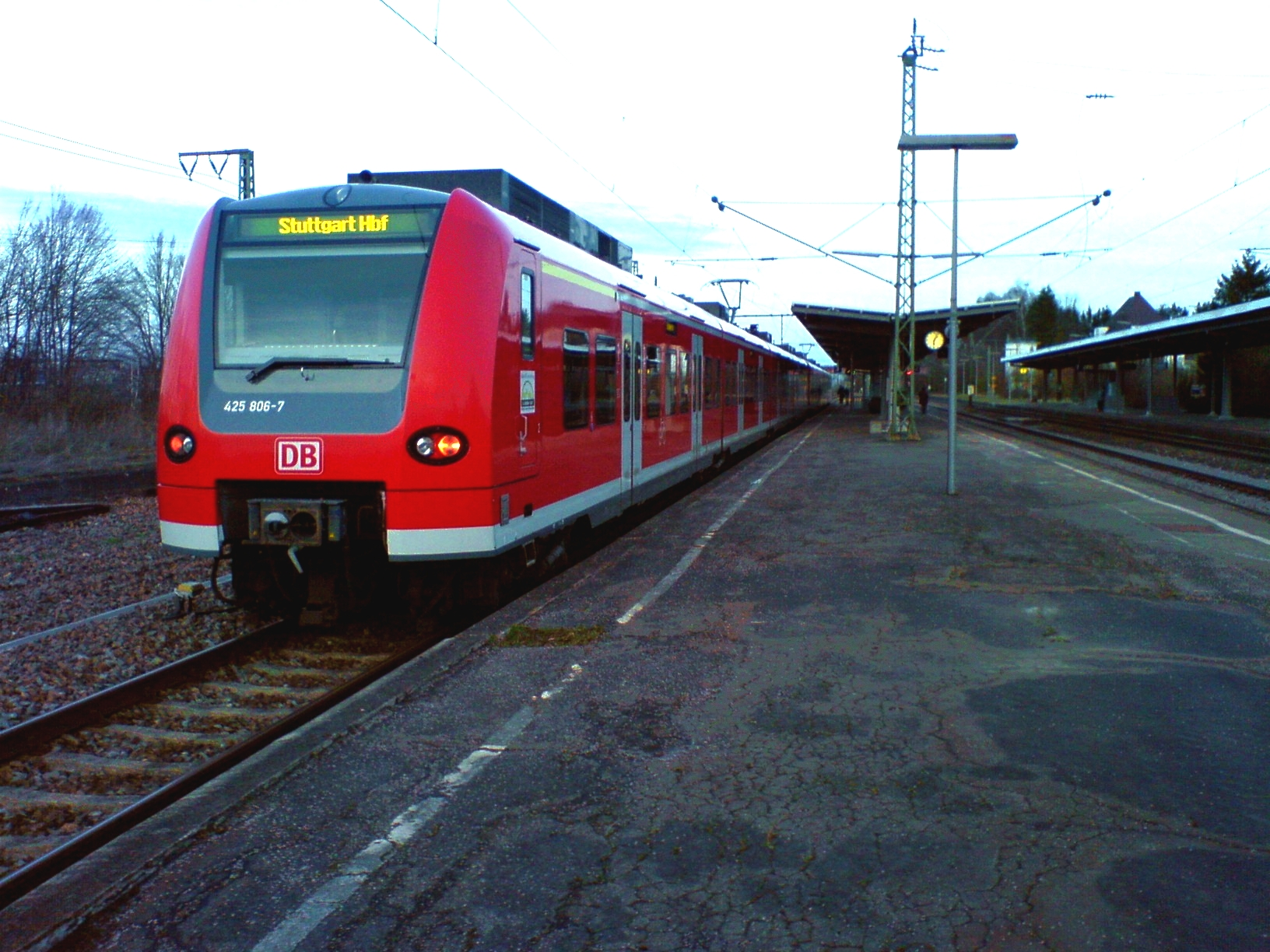
Train ET 425 en gare d'Eutingen à destination de Stuttgart